# راي ماير
راي ماير (بالإنجليزية: Ray Meyer) (و. 1913 – 2006 م) هو مدرب كرة سلة، ولاعب كرة السلة، من الولايات المتحدة الأمريكية، ولد في شيكاغو، توفي في ويلينغ، عن عمر يناهز 93 عاماً.

## جوائز
حصل على جوائز منها:
- AP College Basketball Coach of the Year [الإنجليزية]‏ (1980 و 1984).

## روابط خارجية
- راي ماير على موقع قاعة المشاهير الجامعة الوطنية لكرة السلة (الإنجليزية)
- راي ماير على موقع كلية كرة السلة في سبورتس رفرنس.كوم (الإنجليزية)